# Hogan má pravdu
Hogan má pravdu (anglicky Hogan Knows Best) je americká reality show, soustřeďující se na rodinu legendárního profesionálního wrestlera Hulka Hogana (Terry Bollea). Pořad měl premiéru 10. července 2005 se sledovaností 1,9 milionů diváků, což je největší sledovanost ze všech premiérových dílů pořadů společnosti VH1. Show slaví velký úspěch a vysílá se i v ostatních zemích světa, např. CMT v roce 2006 a také TMF, MTV and The Biography Channel UK a Ireland, TVtropolis v Kanadě, frankokanadské MusiquePlus (ve francouzštině má show název Hogan a raison, „Hogan má pravdu“), VH1 v Austrálii, MTV Italia v Itálii (v anglickém znění s italskými titulky), MTV Central v Německu a Rakousku (v anglickém znění s německými titulky), VH1, MTV Portugal v Portugalsku (v anglickém znění s portugalskými titulky) a v Nizozemsku na MTV Netherlands v anglickém znění s nizozemskými titulky.
Seriál byl v roce 2007 po čtyřech řadách zrušen.

## Obsazení
- Terry „Hulk“ Hogan představuje spravedlivého a přísného otce, který hlavně ochraňuje svoji dceru Brooke před otázkou sexu a vším kolem něj. V jednom díle jí například nechá sledovat, když se Brooke „poflakuje“ se svými kamarády. Vždy nosí na hlavě šátek a udržuje svoji fyzickou kondici v posilovně.
- Linda Hogan je Hulkova žena. Miluje domácí mazlíčky a podle toho to taky u Hoganů vypadá. V jednom díle například adoptuje opravdové gorilí mládě. V porovnání s Hulkem je Linda ten mírnější rodič. Má výhrady k tomu aby se Hulk vrátil zpět do světa profesionálního wrestlingu.
- Brooke Hogan je dcera Hulka a Lindy Hoganových, která je často ve sporu s rodiči kvůli svému seznamování s chlapci, způsobu života a soukromí. Usiluje o dráhu popové zpěvačky a nedávno nazpívala píseň, která nakopla její kariéru a také jí vynesla smlouvu na 1,3 miliónu dolarů. Hulkova přezdívka pro Brooke je „Brooke-tini.“
- Nick Hogan je syn Hulka a Lindy Hoganových který je o dva roky mladší, než jeho sestra Brooke. Dělá vylomeniny a se svou sestrou se škádlí asi jako každý sourozenec. Dříve přemýšlel nad dráhou profesionálního wrestlera, jako jeho otec, ale nyní se pokouší prosadit ve světě driftových závodů automobilů a nyní jezdí pro Dodge. Svoji licenci pro driftování získal v roce 2006.

## Hlavní témata
- Rodina chová třicet zvířat, včetně psů, koček, ptáků, činčil, a tato záliba přinese problémy hned v několika dílech.
- Velmi pevná pouta mezi jednotlivými členy rodiny.
- Pomoc Brooke v kariéře zpěvačky.

## Další informace
Hogan Knows Best 1. řada byla uvedena na DVD 22. října 2007.